# Autumn Bay
Autumn Bay ist eine Bucht im an der Westküste des australischen Bundesstaates Western Australia.
Alexander Bay ist 800 Meter breit und 80 Meter tief. Die Küstenlänge beträgt 900 Meter.